# Polikarpov TB-2
O Polikarpov TB-2, (em russo:  Поликарпов ТБ-2) foi um protótipo de bombardeiro pesado soviético projetado e testado no final da década de 20. Era um biplano construído de madeira com os motores montados na asa inferior. O trabalho no único protótipo, teve início em 1927 e o primeiro teste ocorreu em 1930. Apesar de apresentar uma performance superior à do Tupolev TB-1 em serviço naquela época, ela foi considerada insuficiente para as necessidades da época e o projeto foi abandonado.